# 終の帝国
終の帝国（ついのていこく）は、ブランドン・サンダースン著の小説「ミストボーン」シリーズに登場する架空の国家である。

## 概要
この物語の舞台であり中世ヨーロッパに似た剣と魔法の世界だが、不気味な霧と陰鬱としているのが特徴。不老不死の支配王が千年にわたって君臨し特権階級の貴族たちは陰謀と政治闘争に明け暮れ、スカーと呼ばれる奴隷たちは労苦に喘ぐ悪の帝国である。この体制の打倒が第一部、その後の混乱が第二部、そしてこの体制を誕生させることになった災厄が第三部で描かれている。
国名は、支配王がこの世で知られる最後の帝国になるという確信から名付けられた。

## 社会制度
統治形態は祭政一致の封建制で、支配王と呼ばれる唯一人の男を頂点に、聖職者、貴族、テリス族、スカーという階級を形成する。
支配王
即位から千年にわたって君臨する現人神。家族や身内は存在せずその出自すら謎。
義務官・尋問官
貴族から選ばれた聖職者。宗教組織であり政府でもある鋼の聖職省（少数の尋問官と大多数の義務官から構成されている）に属している。尋問官は主に生き延びたスカーの合金使いを抹殺し、義務官は僧侶であり官僚。
貴族
支配階級。支配王の即位時に支持した人々は見返りに地位と合金術を与えられ子孫に受け継がせた。首都ルサデルの貴族たちは華やかな生活を送りつつも陰謀と政治闘争に明け暮れ、地方の貴族たちは封建領主として農園を経営する。合金術は高貴な血筋の者ほど発現する確率が高いが、中には使えない者も存在する。
テリス族
少数民族。貴族の従順で有能な従撲として仕えている。伝金術が使えるために出産制限など様々な抑圧的な措置を受けている。
スカー
奴隷階級。国民の大多数。農村ではこき使われ都市では労働者としてたいして変わらない条件で生活している。生活のために兵士になる者もいる。少数の才覚のある者は商人になれるが利益は少額。長年の圧制のために反抗する気概もなく教育も受けられないために迷信ぶかい。かつては様々な種族と国籍だったが長い年月の間に単一の階級になった。極少数ながら盗賊や反徒も存在する。

## 文化、風俗
即位する以前のことはほとんど伝えられておらず、空から火山灰が舞い、老いた太陽が赤く輝き、夜には霧に覆われるのが人々にとって当たり前でいまや茶色の葉を茂らせている植物が、かつては緑色であったことや、花を咲かせていたことなどは想像もできない。
帝国言語は、古代テリス語で統一されている。貴族のみ姓を持っている。支配王の即位してからの千年間、科学、建築、芸術は進歩せず人々の服装すらたいして変化しなかった。貴族の流行は支配王に合わせて行い哲学は黙認される形で様々な自由の世界を夢想していた。宗教は鋼の聖職省の教えを強制され他は一切認められない。
婚姻制度は厳格で、身分違いの恋愛など厳禁されている。貴族がスカーとの間に子を成すことは支配王に禁じられており、スカーと性交渉を持った貴族は相手のスカーを殺害する

## 地理、交通
帝国は〈領〉と呼ばれる地方区分で区切られ、首都ルサデルのある中央領、これか囲む北方領、東方領、西方領、南方領が〈内部領〉で人口と文化の大半はここに集中している。〈内部領〉の周辺はテリス領、三日月領、極西領、遠方領の辺境地帯である。帝国は人類に知られている地域全てを征服したため外国は存在しない。
首都ルサデルは、帝国最大の都市で人口数十万人。織物、金属精製、壮大な貴族の城で名高い。
スカーの旅行は禁じられ、貴族たちが移動するときは運河をよく利用する。

## 歴史
かつては現実世界と同じ自然と様々な国家や民族、宗教、言語が存在したが〈深き闇〉と称される謎の存在から世界は壊滅的状況になった。これを打破できるという予言の勇者が登場し人類の指導者として大半の国を征服して予言どおり〈即位の泉〉におもむき、〈深き闇〉を打ち破り人類を救おうとした。しかし、直前になってテリス族の雇われ荷担きのラシュクが彼を殺し泉の力を自らに取り込んだ。
このことによって〈深き闇〉の脅威はなくなったが、世界は灰に覆われ、夜には霧がでるようになった。ラシュクは正体を隠し支配王と名乗って世界を征服。終の帝国を建国して千年間、圧制を敷いた。この間、幾度も反乱がおこったがことごとく打ち破りスカーはすっかり打ちのめされ支配王は神の如き存在になった。しかし、これに反発した盗賊団の首領ケルシャーは、仲間を集めて革命の準備を進め、ルサデルの民衆の前で支配王に殺されることにより神となり新たな宗教を与えることによって大衆を蜂起させた。その最中、宮殿に侵入した主人公のヴィンは支配王と対決し、正体を見抜いて勝利した。
このことによって帝国は崩壊し各地の領では貴族たちが王を名乗って争い、スカーの反乱、尋問官や獣人軍が跳梁跋扈する混沌状態になった。ケルシャー盗賊団がいる中央領では青年貴族エレンドが王となり議会政治を行なうがうまく機能せず北方領ではエレンドの父親が王となり帝国と同じ統治方法でうまく抑えていた。西方領では有力貴族セトが王だがその支配地は混沌状態にある。

## 軍事、経済
支配王は、その気になれば100万もの軍勢を動員できる。即位当初、獣人族（コロス）とよばれる亜人を大量に造り出し軍を編成している。凶暴なために都市には近づけないが戦闘力は強く反乱などの場合に派遣され徹底的な殺戮を行なう。またスカーの兵士からなる正規軍をもち貴族たちもそれぞれ私兵を持っている。
経済は貴族が握りその下で商人を利用する。通貨は金貨。支配王はアティウムと呼ばれる希少な金属を独占し少量を貴族に与えることによって経済をコントロールしていた。